# NGC 3784
NGC 3784 (również PGC 36147) – galaktyka spiralna z poprzeczką (SBa), znajdująca się w gwiazdozbiorze Lwa. Odkrył ją Édouard Jean-Marie Stephan 28 kwietnia 1881 roku.